# 博姆利茨河
52°53′2″N 9°38′5″E / 52.88389°N 9.63472°E

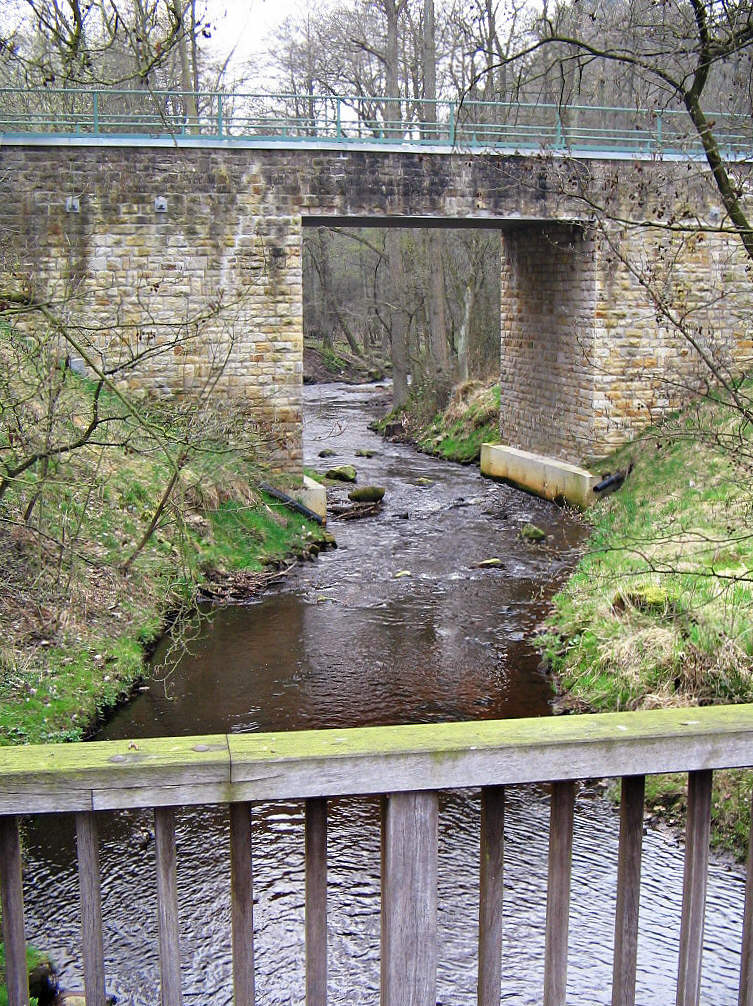
博姆利茨河

博姆利茨河（德語：Bomlitz），是德國的河流，位於該國西北部，由下薩克森州負責管轄，屬於伯默河的右支流，河道全長17.9公里，流域面積69平方公里，河口處在瓦爾斯羅德附近。